# Gerard Muller

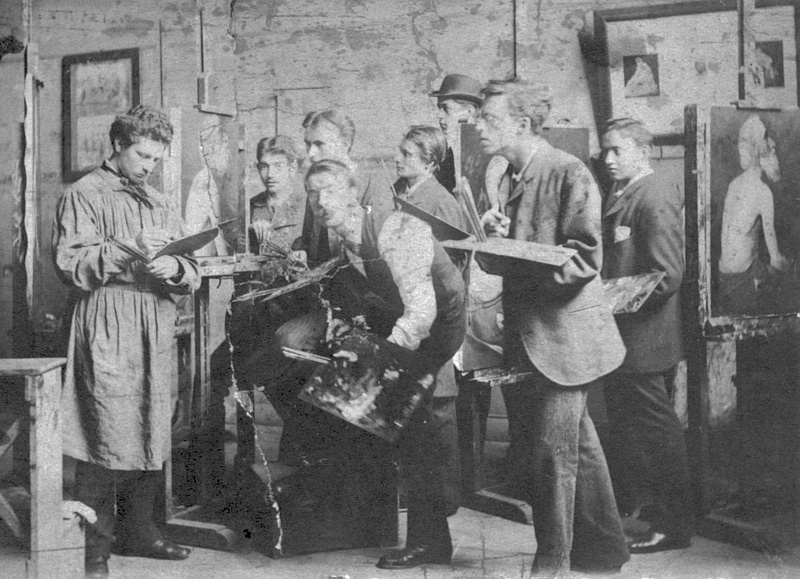
Studenten Rijksacademie Amsterdam 1882. V.l.n.r. Van der Sande Lacoste, Frankfort, Smith, Muller (naar voren gebogen, met palet), Dankmeyer, Legras, Veth en Prins

Gerard Gustaaf Muller (Amsterdam, 20 januari 1861 - aldaar, 26 maart 1929) was een Nederlands kunstschilder. Hij was gelieerd aan de Tachtigers en werd beïnvloed door het impressionisme. Zijn latere werk vertoont kenmerken van het oriëntalisme.

## Leven en werk
Gerard Muller was een telg uit het geslacht Muller en de zoon van Johan Werner Anton Muller, een Amsterdamse reder en chef van het handelshuis Barge. De aan de Tachtigers gelieerde schrijver Hendrik Muller (1855-1927) en de architect Karel Muller waren broers. Met echtgenote actrice Juliëtte Roos kreeg hij zoon Karel Muller, enigszins bekend vliegenier.
Muller kreeg zijn opleiding van 1880 tot 1884 aan de Rijksakademie voor Beeldende Kunsten te Amsterdam, onder andere bij August Allebé. Eduard Frankfort, Hobbe Smith, Charles Dankmeyer, August Legras, Jacobus van Looy en Jan Veth behoorden tot zijn medestudenten. Van Looy en Veth werden door Muller, via zijn broer, geïntroduceerd in de beweging van de Tachtigers. Ook hijzelf was bevriend met diverse tachtigers, onder wie Willem Witsen en Hendrik Haverman. 
Van 1884 tot 1888 studeerde Muller aan de Koninklijke Academie voor Schone Kunsten van Antwerpen, onder Karel Verlat. In 1888 keerde hij terug naar Amsterdam en betrok de tweede etage van een woning aan het Oosterpark, nu het Witsenhuis, naar zijn latere bewoner. Muller woonde en werkte er tot 1897 samen met onder andere George Breitner, Hendrik Haverman en later Isaac Israels.
Muller schilderde en aquarelleerde stads- en dorpsgezichten maar voornamelijk toch figuren. De zwierigheid van zijn latere werk verraad een zuidelijke invloed. Hij maakte een aantal lange reizen, onder andere naar Spanje (rond 1900), Italië (1913) en Marokko (1920). Tijdens die reizen tekende en schilderde hij in een oriëntalistisch aandoende stijl een groot aantal Spaanse en Italiaanse dorpjes en exotische voorstellingen met figuren. Hij maakte ook aquarellen van vruchten en bloemen. 
Tussen 10 februari en 3 maart 1918 exposeerde Muller in de toonzaal van de Maatschappij Panorama te Amsterdam. Daarbij hield de schrijver Louis Couperus (1863-1923) op 18 februari van dat jaar een lezing bij de expositie. Voorafgaand aan die lezing vond een briefwisseling plaats tussen Muller en Couperus. Een journaliste, Maria Viola, deed de volgende dag van de lezing verslag in het Algemeen Handelsblad: "Een waagstuk, dit samentreffen van schilder en schrijver voor eenzelfde onderwerp, 't welk ten nadeele van eerstgenoemde uitvallen moest. Wat heeft Couperus' aristocratisch talent, zijn subtiele visie van het flonkerende sprookje der Moorsche levenspracht met de anecdotische prentjes van Gerard Muller gemeen?"
Muller was lid en bestuurslid van de kunstenaarsvereniging Arti et Amicitiae in Amsterdam. Samen met graficus Carel Dake en George Breitner vertegenwoordigde hij er in de jaren 1890 de jongere generatie kunstenaars die protest aantekende tegen de zittende generatie oudere bestuurders. Hij stond daarmee aan de wieg van de koersverandering die de kunstenaarsvereniging in die periode doormaakte.
Muller was getrouwd met Jenny Juliette 'Jetje' Roos, een voormalige comédienne, met wie hij een zoon had. Hij overleed in 1929 op 68-jarige leeftijd. Hoewel Muller, net als zijn broer Hendrik, binnen de Nederlandse kunstwereld rond 1900 een rol speelde, is hij na zijn dood in de vergetelheid geraakt.

## Galerij

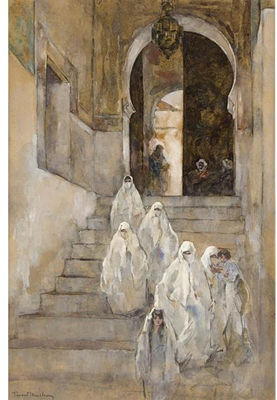
Arabische scène, Medina
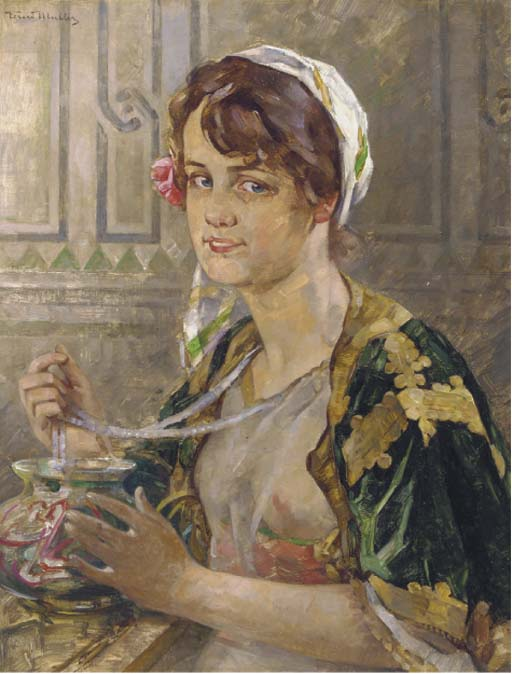
Uitdagende jurk
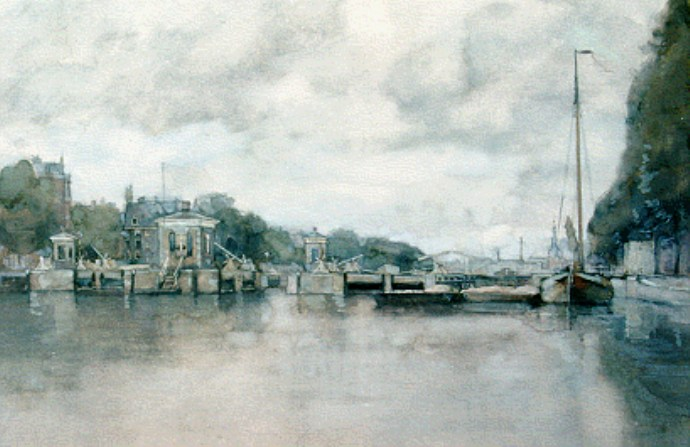
Sluizen in de Amstel bij theater Carré
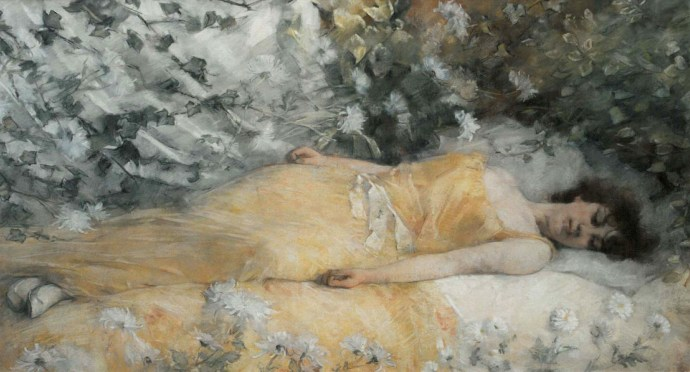
Rustende jonge vrouw